# Людовико Маццолино
Лудовико Маццолино (итал. Ludovico Mazzolino; 1480[…], Феррара — около 1528[…], Феррара), также известен как Маццолини да Феррара, Лодовико Феррареза и Иль Феррарезе – итальянский художник эпохи Возрождения, работавший в Ферраре и Болонье .

## Биография
Он родился и умер в Ферраре. По всей видимости учился у Лоренцо Косты. В 1521 году женился на Джованне, дочери венецианского художника Бартоломео Вакки. Большая часть его работ была выполнена по заказу феррарского герцога Эрколе I д’Эсте. Маццолино находился под влиянием Гарофало и Боккаччино . Он известен своими религиозными камерными картинами в стиле, несколько архаизирующим по сравнению с зарождающимся тогда классицизмом.
Точная дата его смерти не известна, но он умер во время опустошительной вспышки чумы.

## Избранные произведения

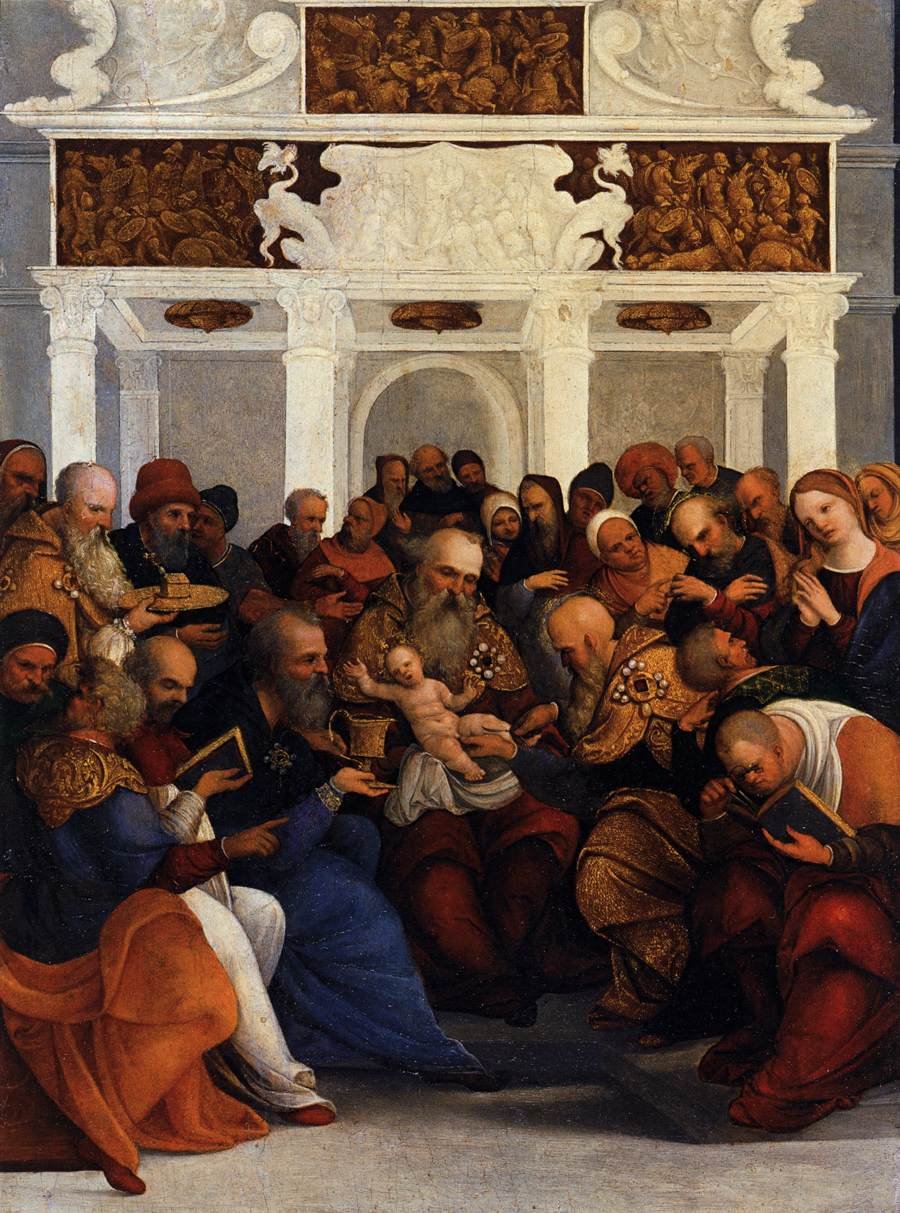
Сретение
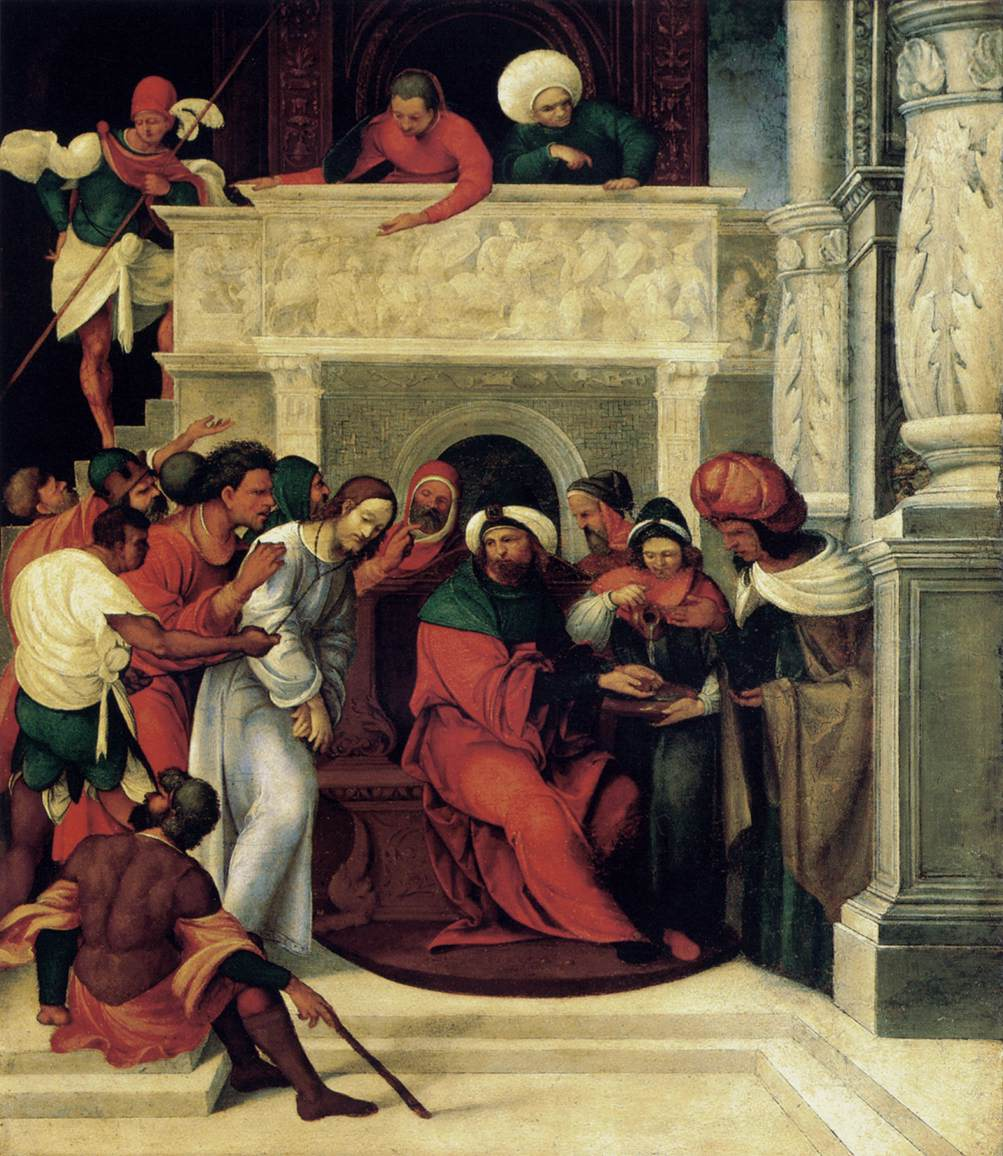
Христос перед Пилатом
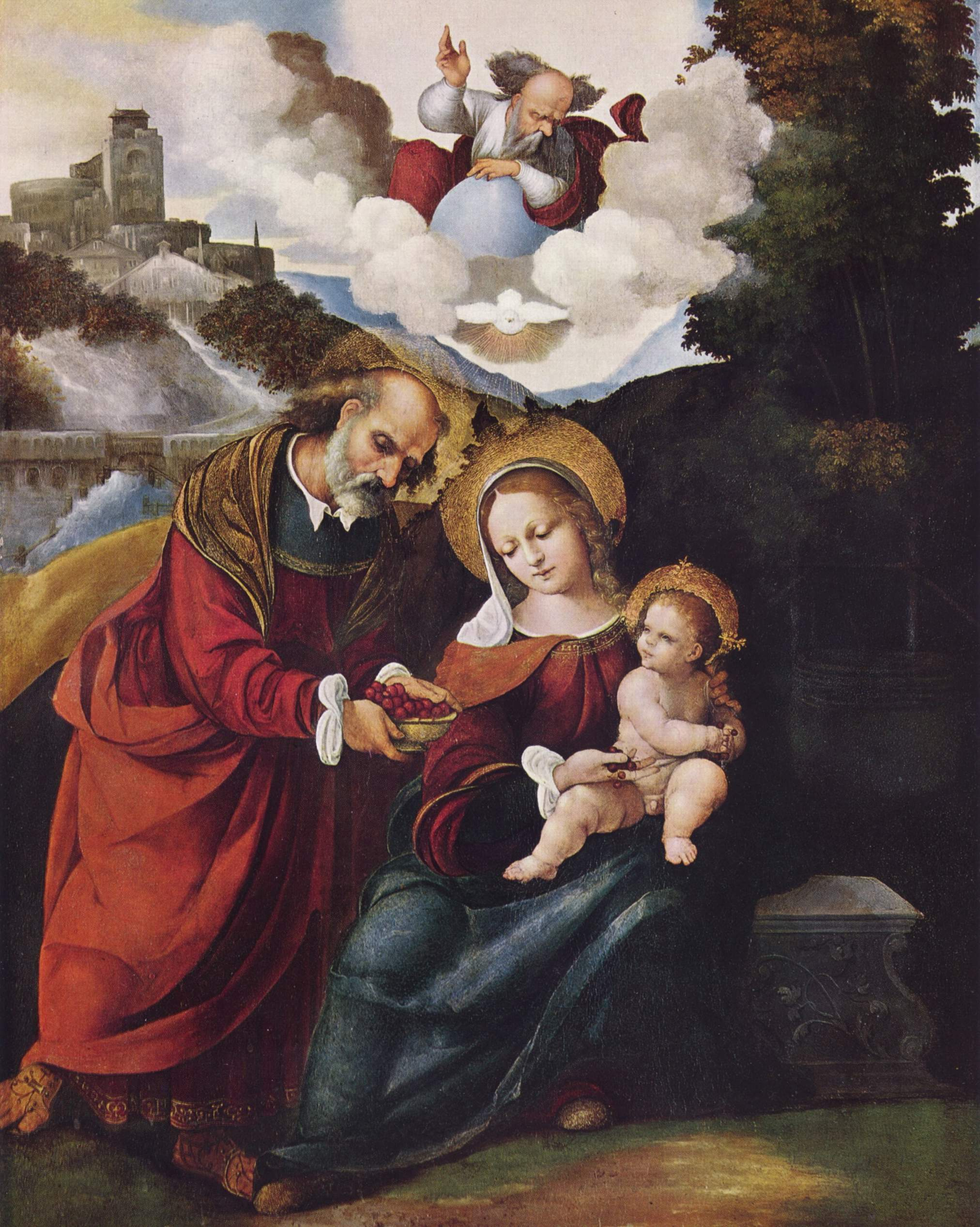
Святое Семейство в пейзаже
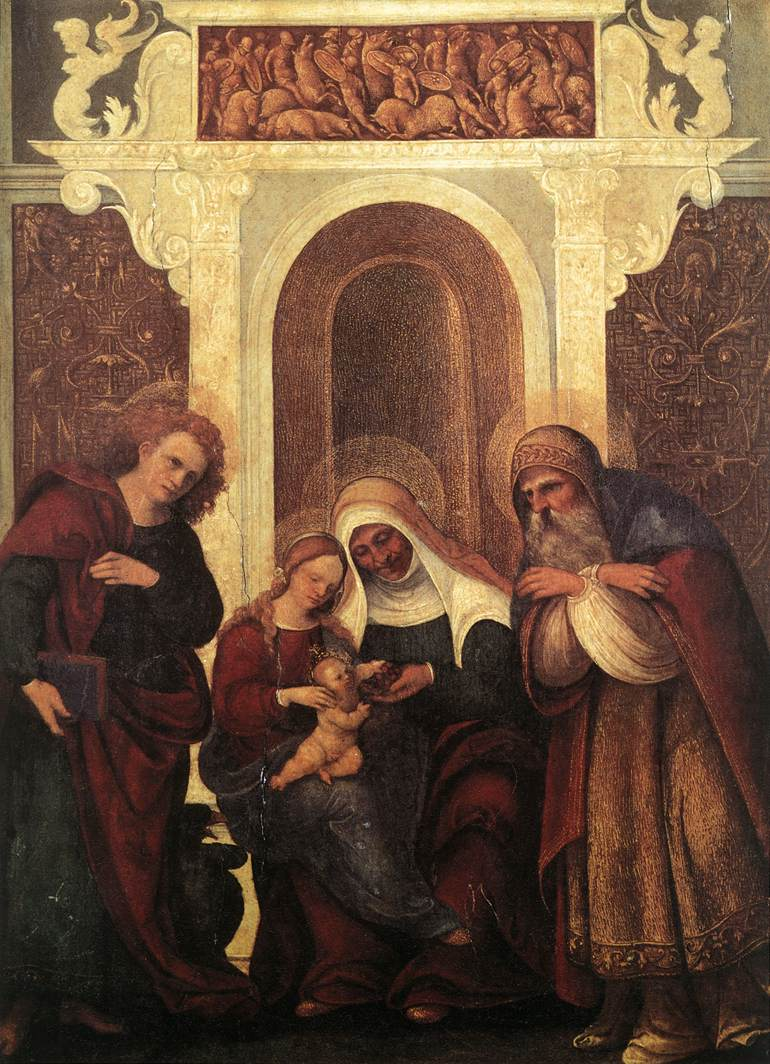
Мадонна с Младенцем и святыми

## Произведения
- Избиение младенцев (1515–1520, Уффици)
- Мадонна с младенцем и святым Иосифом (1522, Челтнем, Великобритания)
- Поклонение пастухов (ок. 1524, Музей Ринглинга, Сарасота)
- Святое Семейство в пейзаже (Старая пинакотека, Мюнхен, Германия)